# 索斯諾韋
50°49′18″N 27°0′20″E / 50.82167°N 27.00556°E
索斯諾韋（烏克蘭語：Соснове），又按俄语名译为索斯诺沃耶，是烏克蘭西北部羅夫諾州羅夫諾區索斯诺韦市镇内的市級鎮及其行政中心。始建於1708年，面積1.42平方公里，海拔高度180米，2011年人口2,036，人口密度每平方公里1,433.80人。